# Fernand Feyaerts
Fernand Feyaerts, född 1880 i Bryssel, död 1927 i Bryssel, var en belgisk vattenpolospelare och frisimmare.
Feyaerts tävlade för Brussels Swimming and Water Polo Club i OS-turneringen 1900 där det belgiska laget tog silver. I OS-turneringen 1908 var han med om att ta ytterligare ett silver för Belgiens herrlandslag i vattenpolo. Vid olympiska sommarspelen 1908 var Feyaerts även antagen till den belgiska OS-truppen i egenskap av simmare, i 100 meter frisim. Storbritannien tog guld och Sverige tog brons i den olympiska vattenpoloturneringen 1908.